# Ekorus ekakeran
Ekorus ekakeran е вид изчезнал бозайник от семейство порови (Mustelidae).
Достигайки 60 см височина в раменете, Ekorus ekakeran не прилича на съвременните животни от семейство порови. Съвременните порове и невестулки имат къси крака и могат да пробягат бързо само кратки разстояния. Краката на Екорус напомнят тези на леопардите. Изглежда, че преди големите котки на Африка да завладеят саваните, гигантът представител на сем. Порови Екорус е преследвал плячката си, като е съжителствал с трипристия кон Eurygnathohippus и гигантското прасе Nyanzachoerus. Появата на Екорус може би е свързана с образуването на Източноафриканската рифтова долина. Преди да започне образуването ѝ, територията на днешна Кения е предимно гориста. След образуването на долината, влагата започва да се задържа от възвишенията, а горите отстъпват място на савани. По-бързите същества, пригодени за живот в открити местности просперират, докато по-бавните горските видове загиват.
Ekorus ekakeran изглежда е бил ловец-преследвач, а не ловец действащ от засада. Има известни спекулации, че легендарната мечка и криптид Нанди може да е потомък на Ekorus ekakeran.
Фосилни останки на Ekorus са датирани на около 6 милиона години, което отговаря на късния миоцен. Били са открити във формацията Nawata в областта Нарок в Кения. Ekorus е споделял местообитанията си с други хищници. Местната фауна от същия период е включвала представители на сем. Кучеви (1 вид), Виверови (2 вида), Мангустови (най-малко 4 вида), Хиенови (1 вид), Порови (1 вид), и Енотови (1 вид).

## Описание
Ekorus ekakeran е достигал на дължина до 1 – 1,2 m, на височина – до 60 cm, опашката му е била около 40 cm, а теглото му било около 45 kg.